# ناثان باركر
ناثان باركر (بالإنجليزية: Nathan Parker)‏ هو لاعب كرة قدم أمريكية أمريكي، ولد في 9 مارس 1904 في Allegheny Township, Westmoreland County, Pennsylvania ‏ في الولايات المتحدة، وتوفي في 6 مايو 1991.